# Земеринг
Земеринг (њем. Semmering) општина је у округу Нојенкихен у Аустрији, држава Доња Аустрија. Познат је по својим скијалиштима и био је домаћин Свјетског купа у алпском скијању неколико пута. Када је чувена Земериншка жељезница завршена у 1854. године, доводила је много туриста из Беча у овај град. Данас је туриста мање, али град посјети око 100.000 туриста годишње. На попису становништва 2011. године, град Земеринг је имао 571 становника.

## Географија
Земеринг се налази на надморској висини од 950 m између планина Рахалпе на сјеверу и Вехселгебирге на југу.

## Центар

### Историја одмаралишта
На прелазу 19. у 20. вијек, елитно бечко друштво је открило Земеринг као оближње насеље које је добро за љетни одмор.
Мјесто је оживјело након изградње Земериншке пруге, која је отворена 1854. године

### Локација
Земеринг се налази на граници Доње Аустрије и Штајерске на надморској висини од 1.000 m изнад нивоа мора и окружен је шумом. Земеринг се налази у округу Нојнкирхен, на око 100 km од Беча.

### Зимска сезона
Као и обично, зимска сезона почиње у децембру и траје до средине априла. Земеринг одмаралиште у зимском периоду је ски-центар са:
- 14 km стаза за дневно скијање (3 од њих су за почетнике, 10 средње тежине и 1 тзв. црне)
- 13 km стаза за ноћно скијање (Земеринг има један од најбољих система освјетљења у Европи)
- 12 km стаза за трчање на скијама
- тобоган у дужини од 3 km
- Сплит Парк
- Вертикалне висине до 400 m
- Земеринг је познат по планинским скијању, а такође је био домаћин свјетског купа неколико пута

## Свјетски куп
Земеринг центар је био домаћин за Свјетски куп за жене са великим слаломом 27—29. децембра 2016. године. Посљедњи од њих се догодио у вечерњим сатима на освјетљеним падинама по којим је Земеринг познат. 
Цијели догађај се сматра успјехом; имао је око 24 хиљаде посјетилаца.

## Религија
Према подацима пописа из 2001. године 75,2% становништва су били римокатолици, 3,1% евангелисти и 1,1% су били припадници православне цркве. 11,8% становништва се изјаснило да нема никакву вјерску припадност.

## Политичка ситуација
- Градоначелник општине је Хорст Шротнер.
- Аустријска народна партија је на изборима 2015. године освојила 438 гласова и 12 мандата (77,6%). Социјалдемократска партија Аустрије је освојила 80 гласова и 2 мандата (14,18%). Слободарска партија Аустрије је освојила 46 и 1 мандат (8,16%).

## Знаменитости Земеринга
- Земериншка жељезница: од 1998. године Земериншка жељезница се налази на списку Унескове Свјетске баштине.

## Спорт
У Земерингу је 1920-их и 1930-их година 20. вијека одржано неколико шаховских турнира, на којима су учествовали познати свјетски шампиони: Хосе Раул Капабланка, Александар Аљехин, Вера Менчик и велемајстори Паул Керес, Јефим Богољубов и Рудолф Шпилман..